# Renée Kürschner
Renée Kürschner (geboren 19. Juli 1895 in Budapest, Österreich-Ungarn; gestorben 2. März 1939 vor Taormina, Sizilien, Italien) war eine ungarisch-deutsche Schauspielerin bei Bühne und Film sowie eine Hörspielsprecherin.

## Leben und Wirken
Die in Berlin-Schöneberg ansässige, jüngere Schwester des Produktionsleiters Eugen Kürschner sollte ihre Theaterlaufbahn in Deutschland in der Spielzeit 1914/15 am Eisenacher Stadttheater beginnen, als diese Bühne im August 1914 kriegsbedingt geschlossen wurde. Anschließend erhielt die junge Nachwuchskünstlerin Angebote sowohl aus der Reichshauptstadt (Arthur Mettes Berliner Operetten- und Konzert-Ensemble, Spielzeit 1916/17) als auch aus der ostdeutschen Provinz (Tivoli-Theater im ostpreußischen Insterburg, Spielzeit 1917/18). In der frühen Nachkriegszeit schloss sich 1919 eine Verpflichtung an die Leipziger Kammerspiele an, zu Beginn der 1920er-Jahre fand sie unter der Regie von Paul Bildt an der Seite bekannter Kolleginnen wie Elsa Wagner, Ida Orloff, Grete Freund und Charlotte Hagenbruch Beschäftigung an Berlins Sturm-und-Drang-Bühne.
In späteren Jahren sind kaum mehr Festengagement nachzuweisen, stattdessen fand Renée Kürschner zwischen 1926 und 1929 unter der Regie Alfred Brauns im Rahmen der Funk-Stunde AG Berlin Beschäftigung beim hauptstädtischen Rundfunk, wo sie in zahlreichen Hörspielen nach Vorlagen so unterschiedlicher Autoren wie Lion Feuchtwanger (Vasantasena), Curt Goetz (Hokuspokus), Bertolt Brecht (Mann ist Mann), Gerhart Hauptmann (Die Weber, Florian Geyer und Elga), Leo Tolstoi (Und das Licht scheinet in der Finsternis), Hermann Bahr (Die gelbe Nachtigall), Henrik Ibsen (Brand), Carl Rössler (Die fünf Frankfurter), Ferdinand Raimund (Der Verschwender) eingesetzt wurde. Ende der 1920er Jahre wirkte sie überdies mit Nebenrollen in zwei leichtgewichtigen Kinofilmen (als Fedora Eurydike in dem Schwankklassiker Der Raub der Sabinerinnen und als Zigeunermädchen Milka in einer Adaption von Emmerich Kálmáns Operette Der Zigeunerprimas) mit.
Mit der Machtergreifung der Nationalsozialisten in Deutschland war Renée Kürschners künstlerische Laufbahn schlagartig beendet, und als Jüdin sah sie sich gezwungen, das Land zu verlassen. Über etwaige Verpflichtungen als Schauspielerin im Exil sind derzeit keine Erkenntnisse vorhanden. In Italien gestrandet, verübte Renée Kürschner Anfang März 1939 gemeinsam mit ihren Brüdern Eugen und Arthur, einem früheren Leiter des Berliner Rundfunks, sowie ihrer Mutter im Mittelmeer vor Taormina Selbstmord. Eugen Kürschner hinterließ einen am Tag des Familiensuizides an den Betreiber von Pem’s Privatberichte, Paul Marcus, abgeschickten Abschiedsbrief, in dem die Hoffnungslosigkeit der jüdischen Familie, zu diesem Zeitpunkt in irgendeinem Land noch politisches Asyl finden zu können, wie folgt beschrieben wird:.

## Filmografie (komplett)
- 1928: Der Raub der Sabinerinnen
- 1929: Der Zigeunerprimas